# Нифар
Нифар — пассажирский железнодорожный остановочный пункт Киевской дирекции Юго-Западной железной дороги на линии Чернигов—Нежин, расположенный в городе Нежин. Название остановочного пункта связано предприятием «Нифар», расположенным западнее.

## История
Станция была открыта на действующей ж/д линии Нежин—Чернигов. По состоянию местности на 1986 год: на топографической карте лист М-36-016 остановочный пункт не обозначен. 

## Общие сведения
Станция представлена одной боковой платформой. Имеет 1 путь. Здания вокзала нет.

## Пассажирское сообщение
Ежедневно станция принимает пригородные поезда сообщения Чернигов—Нежин.